# کورت شاین
کورت شاین (آلمانی: Kurt Schein؛ زادهٔ ۱۲ دسامبر ۱۹۳۰) دوچرخه‌سوار اهل اتریش است.  وی در بازی‌های المپیک تابستانی ۱۹۵۶ و ۱۹۶۰ شرکت کرده است.